# Проб (консул 502 г.)
Вижте пояснителната страница за други личности с името Проб.
Флавий Проб (на латински: Flavius Probus; † 542 г.) е политик на Източната Римска империя и племенник на император Анастасий I.
Син е на Флавий Павел (консул 496 г.). Братовчед е на братята Флавий Хипаций и Флавий Помпей.
През 502 г. той е консул на Изтока заедно с Руфий Магн Фауст Авиен на Запада. През 526 г. става magister militum и patricius.